# Чехізація
Чехізація (чеськ. čechizace, počeštění; нім. Tschechisierung) — політичне просування та впровадження елементів чеської мови та чеської культури в різних сферах суспільного життя Чехії.
Процес «чехізації» розпочався з виникнення чеськомовних початкових шкіл наприкінці XVIII сторіччя. Після революції 1848—1849 років «чехізація» набула незворотних форм. У 1882 році було розділено Карлів університет у Празі на німецький та чеський. Таким університет був до німецької окупації Чехословаччини в березні 1939 року. Після цього університет став німецькомовним. Після поразки Третього Райху та відновлення Чехословацької Республіки з 1945 року університет став повністю чеськомовним.
Відродження чеської мови тривало не одне десятиліття. Проте зміни відбулися досить швидко та за короткий період. Після виникнення незалежної Чехословацької Республіки у 1918 році офіційною мовою країни стала чехословацька мова (яка складалася з двох гілок: чеської та словацької, яку вважали тоді діалектом чеської). Протягом кількох років після 1918 року тодішній Чехословаччині вдалося позбутися агресивного впливу німецької мови.
У міжвоєнній Першій Чехословацькій республіці значний політичний та культурний вплив мали судетські німці, які становили близько 30 % населення республіки у 1930 році (3 059 961 осіб). Невдоволення судетських німців (і мовною політикою теж) використала нацистська Німеччина для анексії Судетів. Проте після депортації судетських німці у 1945 році питання впливу німецької мови у Чехословаччині фактично зникло.
Нині Чехія є моноетнічна країна, де вивчення чеської мови є обов’язковим для усіх мешканців країни та іноземців, які хочуть отримати чеське громадянство.